# Liste der Vizepräsidenten von Gambia
In der Liste der Vizepräsidenten von Gambia sind die Vizepräsidenten des westafrikanischen Staat Gambia aufgelistet.
Das Amt des Vizepräsidenten ist das zweithöchste im Staat und wird vom Präsidenten bestimmt. Der Vize vertritt den Präsidenten bei seiner Abwesenheit. Mit der republikanische Verfassung, die im Jahr 1970 eingeführt wurde, wurde das Amt des Vizepräsidenten geschaffen.

## Liste der Vizepräsidenten
| Zeitraum                          | Amtsinhaber                                      | Parteizugehörigkeit | Anmerkungen   |
| --------------------------------- | ------------------------------------------------ | ------------------- | ------------- |
| 24. April 1970 bis 1972           | Sheriff Mustapha Dibba                           | PPP                 |               |
| 1972 bis 1977                     | Assan Musa Camara                                | PPP                 |               |
| 1977                              | Alhagie Alieu Badara N’Jie                       | PPP                 |               |
| 1977 bis 12. Mai 1982             | Assan Musa Camara                                | PPP                 |               |
| 12. Mai 1982 bis 1992             | Bakary Bunja Dabo                                | PPP                 |               |
| 1992 bis Juli 1994                | Saihou S. Sabally                                | PPP                 |               |
| Juli 1994 bis September 1996      | vakant (Armed Forces Provisional Ruling Council) | Mil                 | Militärputsch |
| September 1996 bis Oktober 1996   | Edward Singhatey                                 | APRC                |               |
| Oktober 1996 bis März 1997        | vakant                                           |                     |               |
| 20. März 1997 bis Januar 2017     | Isatou Njie Saidy                                | APRC                |               |
| 23. Januar 2017 bis 29. Juni 2018 | Fatoumata Tambajang                              | UDP                 |               |
| 29. Juni 2018 bis 4. März 2019    | Ousainou Darboe                                  | UDP                 |               |
| 15. März 2019 bis 4. Mai 2022     | Isatou Touray                                    | unabhängig          |               |
| 4. Mai 2022 bis 18. Januar 2023   | Badara Joof                                      |                     |               |
| 18. Januar 2023 24. Februar 2023  | vakant                                           |                     |               |
| seit 24. Februar 2023             | Muhammed B. S. Jallow (* 1960)                   |                     |               |